# Con chi?
Con chi? è il primo album discografico del cantante italiano Mimmo Dany, pubblicato nel 1987.

## Tracce
Lato A
1. Con chi?
2. Mamma che tiene
3. Ed ora tu
4. 'Na scusa
5. Diciott'anni

Lato B
1. Fantastica
2. Si me lasse
3. Per una donna di più
4. Che t'aggio fatto
5. Voglio